# شهرستان الصومعه
ناحیهٔ الصومعه (به عربی: مدیریة الصومعة) یک ناحیه در یمن است که در استان بیضاء واقع شده‌است.
ناحیهٔ الصومعه ۴۴٬۸۷۳ نفر جمعیت دارد.